# Vicente Ferreira da Silva
Vicente Ferreira da Silva (São Paulo, 19 novembre 1916 – São Paulo, 19 aprile 1963) è stato un filosofo e matematico brasiliano.
Noto come uno dei più importanti filosofi del paese sudamericano. Da giovane si  occupò principalmente di logica.
In un secondo momento, Ferreira da Silva iniziò a dedicarsi agli studi di fenomenologia, arte, religioni, e soprattutto ai miti. Basandosi sulla filosofia di Schelling e Martin Heidegger, Ferreira Da Silva ha rivalutato la dimensione del "mito" nella filosofia. Nella sua ultima fase, Vicente concepisce una filosofia che corrisponde a un nuovo tipo di umanesimo, non teocentrico, ma teogonico.

## Biografia
Ferreira da Silva si è laureato in giurisprudenza, ma ha iniziato a insegnare e studiare filosofia in modo informale. Nel suo gruppo di studio Vicente ha riunito e influenzato intellettuali come João Guimarães Rosa, Agostinho da Silva, Oswald de Andrade, Enzo Paci, Julian Marias, Miguel Reale, Saint-John Perse e Vilém Flusser.
Basato sui miti, Ferreira Da Silva fondò una specie di neopaganesimo.
Ferreira da Silva è morto in un incidente d'auto all'età di 47 anni.

## Opere
- Lógica Moderna (1939)
- Elementos de Lógica Matemática (1940)
- Ensaios Filosóficos (1948)
- Exegese da Ação (1949 e 1954)
- Ideias para um Novo Conceito de Homem (1951)
- Teologia e Anti-Humanismo (1953)
- Instrumentos, Coisas e Cultura (1958)
- Dialética das Consciências (1950)
- Dialética das Consciências - Obras completas (2009)
- Lógica Simbólica - Obras completas (2009)
- Transcendência do Mundo - Obras completas (2010)